# Alopoglossus
Alopoglossus ist eine ausschließlich in der Neuen Welt, von Costa Rica bis nach Bolivien und Brasilien vorkommende Gattung der Schuppenkriechtiere (Squamata). Am artenreichsten ist die Familie in Kolumbien vertreten.

## Systematik
Die Gattung wurde 1885 durch den belgisch-britischen Zoologen George Albert Boulenger eingeführt. Sie gehörte lange Zeit zu den Zwergtejus (Gymnophthalmidae). 2001 wurden sie in eine Unterfamilie Alopoglossinae gestellt. Da die Gattung Alopogloss nach einer phylogenetischen Studie aber basal zu einer Klade von Zwergtejus und Tejus (Teiidae) stehen, wurde diese Unterfamilie im Jahr 2016 zu einer eigenständigen Familie.

## Merkmale
Diagnostische Merkmale die die Gattung Alopoglossus von Tejus und Zwergtejus unterscheiden sind ein offener Meckelscher Kanal am Unterkiefer (darin der Meckelsche Knorpel) und der röhrenförmige Frontalknochen. Die Gattung ist vor allem gekennzeichnet durch die besondere Gestalt der Zunge, die mit mittig nach vorn (anteromedial) zusammenlaufenden Falten (Plicae), anstelle von schuppenartigen Papillen, besetzt ist. Weitere Merkmale, die die Gattung mit einigen Verwandten gemeinsam hat, sind: Ohröffnungen mit zurückgezogenen Trommelfellen, bewegliche Augenlider, alle Beine mit fünf vollständigen, krallentragenden Zehen, die (geteilten) Nasalschuppen voneinander getrennt durch die dazwischentretenden Rostral- und Frontonasal-Schuppen. Es handelt sich dabei weitgehend um ursprüngliche plesiomorphe Merkmale, die die basale Stellung der Gattung anzeigen.

## Gattungen und Arten

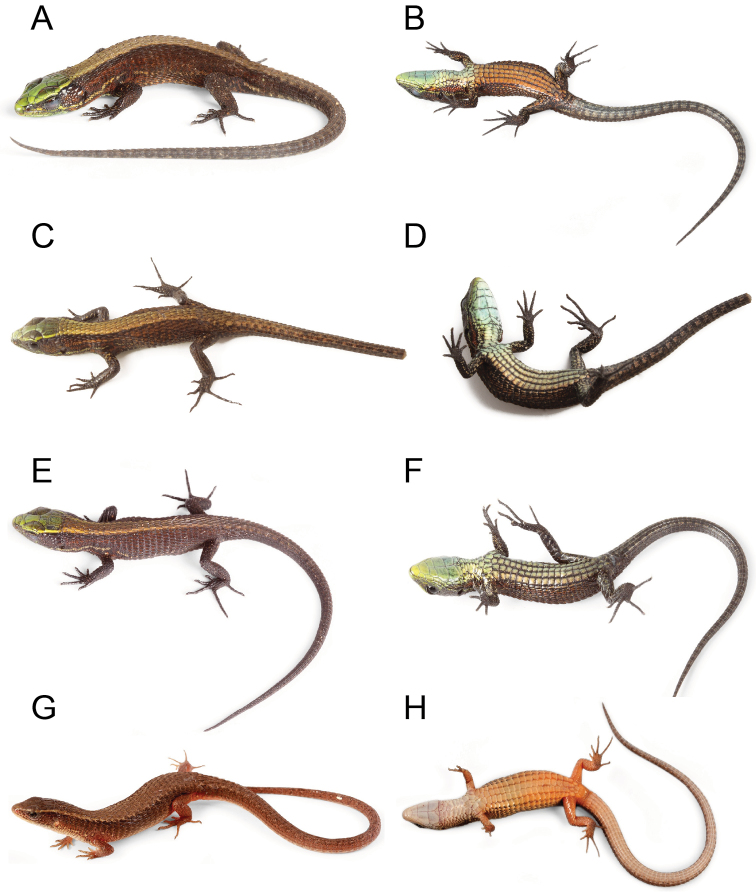
Abbildung aus der Erstbeschreibung von Alopoglossus viridiceps: A, B Paratypus: juveniles Männchen, SVL = 38,67 mm. C, D Paratypus: juveniles Weibchen, SVL = 33,80 mm. E, F Paratypus: Jungtier, SVL = 31,59 mm. G, H: A. festae, Weibchen, SVL = 46,89 mm.

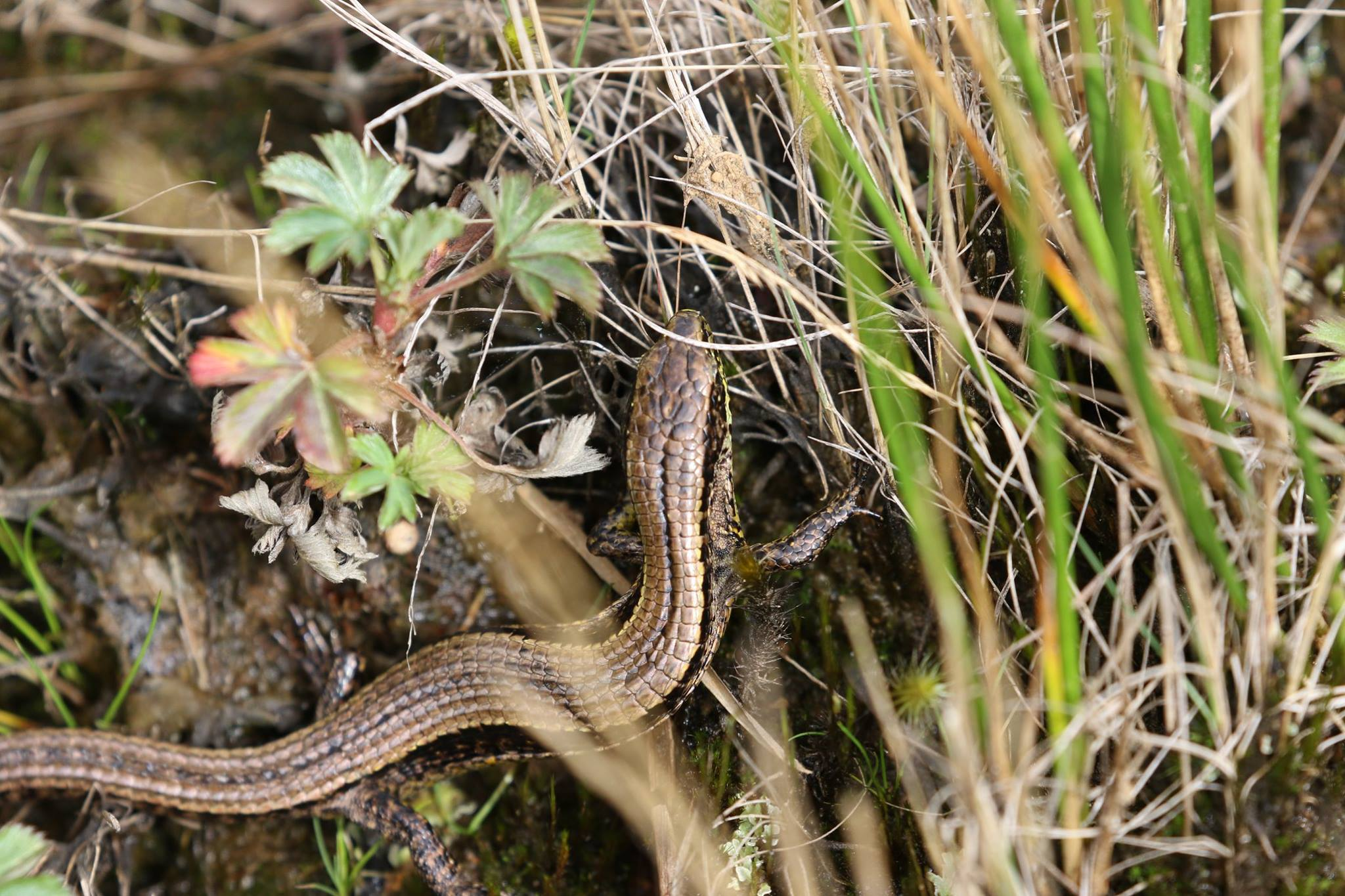
Alopoglossus plicatus

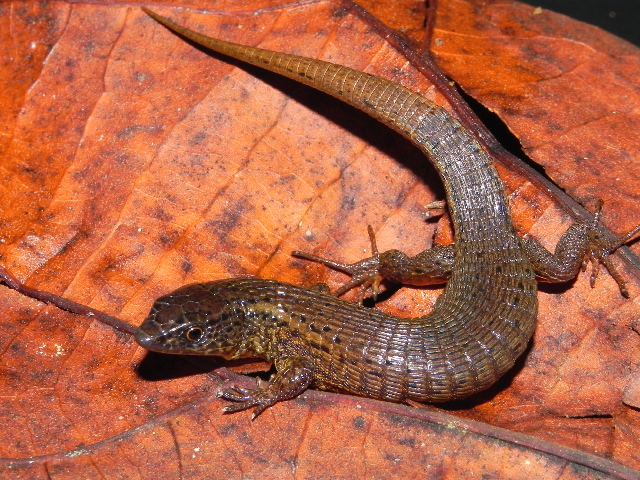
Alopoglossus vallensis

Es gibt 32 Arten (Stand August 2022):
- Alopoglossus amazonius Ruthven, 1924
- Alopoglossus andeanus (Ruibal, 1952)
- Alopoglossus angulatus (Linnaeus, 1758)
- Alopoglossus atriventris Duellman, 1973
- Alopoglossus avilapiresae Ribeiro-Junior, Choueri, Lobos, Venegas, Torres-Carvajal, & Werneck, 2020
- Alopoglossus bicolor (Werner, 1916)
- Alopoglossus bilineatus Boulenger, 1890
- Alopoglossus brevifrontalis Boulenger, 1912
- Alopoglossus buckleyi (O’Shaughnessy, 1881)
- Alopoglossus carinicaudatus (Cope, 1876)
- Alopoglossus collii Ribeiro-Junior, Choueri, Lobos, Venegas, Torres-Carvajal, & Werneck, 2020
- Alopoglossus copii Boulenger, 1885
- Alopoglossus danieli Harris, 1994
- Alopoglossus embera Peloso & Morales, 2017
- Alopoglossus eurylepis Harris & Rueda, 1985
- Alopoglossus festae (Peracca, 1896)
- Alopoglossus gansorum Ribeiro‐Júnior, Sánchez‐Martínez, Moraes, Oliveira, Carvalho, Choueri, Werneck, & Meiri, 2021
- Alopoglossus gorgonae Harris, 1994
- Alopoglossus grandisquamatus Rueda, 1985
- Alopoglossus harrisi Hernández-Morales, Sturaro, Sales-Nunes, Lotzkat, & Peloso, 2020
- Alopoglossus indigenorum Ribeiro‐Júnior, Sánchez‐Martínez, Moraes, Oliveira, Carvalho, Choueri, Werneck, & Meiri, 2021
- Alopoglossus kugleri Roux, 1927
- Alopoglossus lehmanni Ayala & Harris, 1984
- Alopoglossus meloi Ribeiro-Júnior, 2018
- Alopoglossus myersi Harris, 1994
- Alopoglossus plicatus (Taylor, 1949)
- Alopoglossus romaleos Harris, 1994
- Alopoglossus stenolepis (Boulenger, 1908)
- Alopoglossus tapajosensis Ribeiro‐Júnior, Sánchez‐Martínez, Moraes, Oliveira, Carvalho, Choueri, Werneck, & Meiri, 2021
- Alopoglossus theodorusi Ribeiro-Júnior, Meiri, & Fouquet, 2020
- Alopoglossus vallensis Harris, 1994
- Alopoglossus viridiceps Torres-Carvajal & Lobos, 2014